# La Palma, Silao de la Victoria
La Palma är en ort i Mexiko.   Den ligger i kommunen Silao de la Victoria och delstaten Guanajuato, i den centrala delen av landet, 290 km nordväst om huvudstaden Mexico City. La Palma ligger 1 760 meter över havet och antalet invånare är 380.
Terrängen runt La Palma är en högslätt, och sluttar söderut. Runt La Palma är det ganska tätbefolkat, med 207 invånare per kvadratkilometer. Närmaste större samhälle är Silao, 5,2 km norr om La Palma. Trakten runt La Palma består till största delen av jordbruksmark.